# Meranoplus doddi
Meranoplus doddi é uma espécie de formiga do gênero Meranoplus, pertencente à subfamília Myrmicinae.